# Espècie nadiua
S'anomena espècie nadiua, indígena o autòctona, en biogeografia, a l'espècie d'una determinada regió o ecosistema si la seva presència en tal regió es deu únicament als recursos naturals, sense cap intervenció humana. Cada organisme natural (En oposició a organisme domesticat) té la seva pròpia àrea de distribució natural de què se'n considera nadiu. Fora d'aquest rang, una espècie pot ser introduïda per l'activitat humana. És llavors anomenada espècie introduïda en les regions on va ser introduïda per factors antropogènics.
Una espècie nadiua no és necessàriament endèmica. En biologia i ecologia, endèmic significa "exclusivament" natiu de la biota d'un lloc determinat. Una espècie nadiua ho pot ser de més d'un lloc.
El termes endèmic i indígena no impliquen que un organisme es va originar o evolucionar necessàriament allà on sigui trobat.